# 中村道碩
中村 道碩（なかむら どうせき、天正10年（1582年） - 寛永7年8月14日（1630年9月20日））は、江戸時代の囲碁棋士。本因坊算砂を継いで二世名人となり、算砂同様に碁打衆の頭領格となった。家元の井上家を興した井上玄覚因碩の師であり、後に道碩は十一世井上幻庵因碩により井上家一世に位置付けられた。道石とも記された。
道碩は本因坊算砂の弟子とされる。京都に居住し、慶長年間には算砂、林利玄らとともに、禁裏や公家屋敷、江戸城などに召し出されていたことが記録に残っている。（山科言経『言経卿記』、神龍院梵舜『舜旧記』、船橋秀賢『慶長日件録』など）
慶長17年(1612年)に碁打衆、将棋衆8人に俸禄が与えられた際には、道碩は50石を受けた。これは算砂、利玄、大橋宗桂 (初代)に次ぐ。元和9年(1623年)、算砂より名人の印可状を受ける。この年に算砂が没するとその遺言により、算砂の養子で当時13歳の本因坊算悦の後見となり、嘉永7年(1630年)に算悦を上手（名人に先、七段）に進め、本因坊家を正式に継承（再興）させた。さらに弟子の井上因碩（玄覚）も禄を受けることを願い出て、家元井上家となった。同年没す。墓所は京都寂光寺。
寛永3年(1626年)には二条城の徳川秀忠御前で安井算哲と対局し（白番3目負）、御城碁の始めと考えられている。同6年(1629年)には江戸城で算哲と対局した。約60局の棋譜が残されており、中では安井算哲との碁が40局ほどを占める。後の本因坊丈和は道碩の棋譜を多く研究したという。
他の弟子には、寺井玄斎、法橋現碩（玄碩）、松原因策がいる。
令和5年(2023年)には日本棋院の第20回囲碁殿堂入り
。